# Miltonia clowesii
Miltonia clowesii es una especie de orquídea de hábito terrestre o epífita.  Las plantas se encuentran en los estados brasileños de Minas Gerais, Río de Janeiro y Espírito Santo, en solitario y en los árboles de los bosques de las regiones de montaña en alturas entre 300 y 1000 metros.

## Descripción

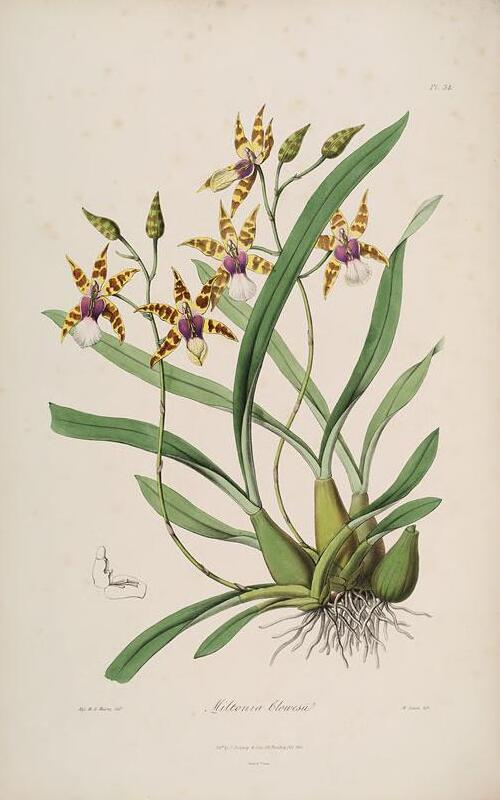
Ilustración de 1838

Tiene unas inflorescencias que  soportan normalmente de 6 a 8 flores, estas son de 8 cm de diámetro con los sépalos y pétalos de color amarillo-marrón oscuro con manchas marrones, y el labio de color blanco con marcas de color rosa en su base.

## Híbridos
Tres híbridos naturales se han descrito: 
- Miltonia x bluntii (x Miltonia spectabilis),
- Miltonia x Castanea (x Miltonia regnellii) y
- Miltonia x lamarckiana (Miltonia x candida).

## Cultivo
Crecen en condiciones intermedias con moderada luz durante el verano, y más luz durante el invierno.   Durante el período de vegetación, la alta humedad es esencial para el éxito del cultivo. Los tiestos no deben secarse por completo y deben tener suficiente drenaje para evitar la pudrición de la raíz. Hay que rociar las plantas con frecuencia si es posible por la mañana para imitar  el rocío del hábitat natural. 

## Nombre común
- Inglés:  Clowes' Miltonia

## Sinonimia
- Odontoglossum clowesii Lindl. (1839) (Basionymum)
- Brassia clowesii (Lindl.) Lindl. (1844)
- Oncidium clowesii (Lindl.) Rchb.f.  (1863)
- Miltonia clowesii var. lamarcheana E. Morren (1876)